# Golden Wind
Golden Wind (黄金の風), connu initialement sous le nom 5e partie : Giorno Giovanna - L'héritage doré (第5部 ジョルノベビーノ・ ジョバァーナ【黄金なる遺産】, Dai Go Bu Joruno Jobāana Ōgon naru Isan), est la cinquième partie du manga JoJo's Bizarre Adventure écrit et dessiné par Hirohiko Araki. Elle a été publiée entre 1995 et 1999 dans le magazine Weekly Shōnen Jump et comporte 155 chapitres compilés dans les tomes 47 à 63. La version française est éditée par Tonkam à partir d'avril 2007.
Une adaptation en anime a été diffusée du 5 octobre 2018 au 28 juillet 2019.
En juillet 2018 une enquête menée par la Shūeisha révèle que Golden Wind est la partie de la série la plus appréciée par le public japonais.

## Synopsis
29 mars 2001, Naples, Italie. Giorno Giovanna, de son vrai nom Haruno Shiobana, a vécu une enfance difficile sous la négligence de sa mère et les coups de son beau-père. Cependant, sa vie bascule lorsqu'il rencontre un mystérieux gangster qu'il sauvera de la mort. En récompense, l'énigmatique homme fera de la protection du jeune Giorno une de ses priorités absolues, faisant ainsi basculer sa vie à tout jamais.
Depuis ce jour, Giorno n'a qu'un rêve : devenir un Gang-Star et gravir les échelons afin de renverser le parrain de la mafia, dans le but d'arrêter le trafic de drogue et les horribles violences qui rongent sa ville et ses habitants corrompus.
Pour ce faire, il intégrera l'équipe de Bruno Bucciarati, l'un des membres de l'organisation mafieuse Passione, où il rencontrera ses futurs alliés et amis : Pannacotta Fugo, Leone Abbacchio, Narancia Ghirga et Guido Mista.
Quel étonnant lien ce jeune homme partage-t-il avec la famille Joestar ? Giorno Giovanna parviendra-t-il à réaliser son rêve à première vue complètement insensé ? Et surtout, quel horrible secret se cache derrière l'anonyme et terrifiant parrain pour lequel il travaille désormais ?

## Personnages

### Gang de Bucciarati
Giorno Giovanna (ジョルノベビーノ・ジョバァーナ, Joruno Jobāna)
Stand : Gold Experience (ゴールド・エクスペリエンス, Gōrudo Ekusuperiensu) → Gold Experience Requiem (ゴールド・エクスペリエンス・レクイエム, Gōrudo Ekusuperiensu Rekuiem)
Voix japonaise : Kensho Ono, voix française : Marc Meurille
Fils de Dio Brando conçu avec le corps de Jonathan Joestar. En effet, il est un Brando mais biologiquement c’est un Joestar. 
il intègre la Passione afin de gravir les échelons pour en prendre le contrôle pour mettre fin au trafic de drogue. Son Stand, Gold Expérience, lui permet de créer la vie à partir d'objet inanimé et si l'une de ses créations est attaquée, l'attaque se retourne contre l'assaillant ; au contact d'une personne, il peut dérégler ses réflexes ou la guérir ; il peut également détecter les signes vitaux. Son stand évoluera en "Gold Experience Requiem" qui lui permettra d'annuler toute conséquence a une action ; quand Diavolo est frappé par G.E.R., il tombe dans une boucle de mort infinie du a l'interaction de leur deux pouvoirs.
Bruno Bucciarati (ブローノ・ブチャラティ, Burōno Bucharati)
Stand : Sticky Fingers (スティッキィ・フィンガーズ, Sutikkī Fingāzu)
Voix japonaise : Yuichi Nakamura, voix française : Charles Mendiant
Membre et cadre de la Passione, c'est lui qui fait entrer Giorno dans la mafia. C'est un homme dévoué à son équipe qui fait passer ses hommes avant sa vie, il est bienveillant et soutient Giorno dans sa lutte contre la drogue. Son Stand, Sticky Fingers, fait apparaître des fermetures éclairs sur tout ce qu'il touche (humains, objets et même l'utilisateur) le rendant aussi bon au combat qu'en fuite.
Leone Abbacchio (レオーネ・アバッキオ, Reōne Abakkio)
Stand : Moody Blues (ムーディー・ブルース, Mūdī Burūsu)
Voix japonaise : Junichi Suwabe, voix française : Martial Le Minoux
Un ancien policier qui quitte son poste à la suite de la mort de son partenaire ; Bucciarati l'accueillit alors qu'il était au fond du gouffre. Son Stand, Moody Blues, est capable de jouer en replay des fragments du passé. Il voit l'arrivée de Giorno d'un mauvais œil et ne cesse de le rabrouer à tout moment.
Guido Mista (グイード・ミスタ, Guīdo Misuta)
Stand : Sex Pistols (セックス・ピストルズ, Sekkusu Pisutoruzu)
Voix japonaise : Kōsuke Toriumi, voix française : Renaud Heine
Le tireur d'élite du groupe. Il vivait autrefois une vie calme et paisible jusqu'à ce qu'il se fasse arrêter pour meurtre mais Bucciarati le fait sortir de prison et l'engage pour son talent au pistolet. Son Stand, Sex Pistols est composé de 6 petites créatures pensante capable de faire ricocher et réorienter les balles du pistolet de Mista ou de l'adversaire ; Mista prend soin de ses créatures et les nourrit. Mista est beaucoup plus sociable que ses amis et accepte bien volontiers la présence de Giorno avec qui il combattra côte à côte. Mista est terrorisé par le chiffre 4, qu'il considère comme porteur de malchance ("shi" voulant dire "mort" et "4" en japonais). Bien que ses créatures soient au nombre de 6, elles sont numérotées de 1 à 7 car le 4 est sauté.
Narancia Ghirga (ナランチャ・ギルガ, Narancha Giruga)
Stand : Aerosmith (エアロスミス, Earosumisu)
Voix japonaise : Daiki Yamashita, voix française : Paul Berlin-Hugault
C'est le plus immature et le plus stupide du groupe ; il n'est presque jamais allé à l'école. Sa mère est morte quand il était jeune et son père ne s'est jamais occupé de lui. Bucciarati lui a redonné goût à la vie après qu'il a été trahi par l'un de ses amis. Son Stand, Aerosmith, a l'apparence d'un avion de combat équipé d'un sonar qui lui permet de repérer ses cibles à leur respiration. C'est un jeune garçon un peu tête en l'air, mais un redoutable manieur de Stand.
Pannacotta Fugo (パンナコッタ・フーゴ, Pannakotta Fūgo)
Stand : Purple Haze (パープル・ヘイズ, Purpuru Haizu)
Voix japonaise : Junya Enoki, voix française : Tony Marot
L'un des plus matures du groupe et le tuteur de Narancia, même si ce dernier est plus vieux que lui. Ses parents et ses professeurs l’obligeaient toujours à travailler plus dans ses études, il finit par craquer et tua un de ses professeurs, ce qui lui valut d'être renié par sa famille. Son Stand, Purple Haze, possède sur ses phalanges des capsules remplies d'un virus mortel pour toute forme de vie ; après quelques secondes d'exposition au rayon du soleil, le virus est détruit. Ce Stand incarne toute l’agressivité de son utilisateur, il est si déroutant de par sa nature que même Abbacchio en a une peur bleue. Fugo abandonne ses amis, refusant d'aller plus loin et d'affronter Diavolo au risque de perdre la vie.
Trish Una (トリッシュ・ウナ, Torisshu Una)
Stand : Spice Girl (スパイス・ガール, Supaisu Gāru)
Voix japonaise : Sayaka Senbongi, voix française : Diane Kristanek, voix anglaise : Lizzie Freeman (en)
La fille illégitime de Diavolo ; elle a vécu toute sa vie sans savoir qui était son père. Après la mort de sa mère, elle passa sous la garde de Pericolo qui la confia ensuite à Bucciarati. Son Stand, Spice Girl, est l'un des rares Stands à avoir une personnalité propre ; son pouvoir est d'assouplir ce qu'elle touche.

### Antagonistes

#### Assassins
Sorbet (ソルベ, Sorube)
Membre de la Passione qui a été découpé en morceaux sur ordre du Boss.
Gelato (ジェラート, Jerāto)
Voix japonaise : Yoshihito Sasaki
Membre de la Passione, il meurt étouffé par son bâillon alors qu'il assiste impuissant a l'exécution de Sorbet.
Formaggio (ホルマジオ, Horumajio)
Stand : Little Feet (リトル・フィート, Ritoru Fīto)
Voix japonaise : Jun Fukushima, voix française : Julien Chatelet
Son Stand a le pouvoir de faire rapetisser une personne jusqu'à une taille insignifiante. Il est tué par Narancia et son Aerosmith.
Illuso (イルーゾォ, Irūzō)
Stand : Man in the Mirror (マン・イン・ザ・ミラー, Man In Za Mirā)
Voix japonaise : Ken Narita, voix française : Christophe Seugnet
Son stand peut attirer et faire prisonnier une personne dans le reflet d'un miroir tout en le séparant de son Stand. Il est tué par Fugo qui usera du terrible virus de Purple Haze.
Pesci (ペッシ, Pesshi)
Stand : Beach Boy (ビーチ・ボーイ, Bīchi Bōi)
Voix japonaise : Subaru Kimura, voix française : Franck Sportis
Un membre de la Squadra Esecuzioni et le sous-fifre de Prosciutto. Il est au départ stupide et craintif mais développe un comportement de tueur. Son Stand est Beach Boy, c'est une canne à pêche dont le fil peut s'étendre loin et traverser les murs ; l'hameçon peut se déplacer dans un corps humain pour détruire le cerveau ou le cœur. Il est tué par Bucciarati mais ce dernier reconnait que son Stand est plus dangereux que The Grateful Dead.
Prosciutto (プロシュート, Puroshūto)
Stand : The Grateful Dead (ザ・グレイトフル・デッド（偉大なる死）, Za Gureitofuru Deddo)
Voix japonaise : Tatsuhisa Suzuki, voix française : Jochen Hägele
Un membre de la Squadra Esecuzioni et le supérieur de Pesci avec qui il entretient une relation amicale et agressive. Son Stand est The Grateful Dead qui accélère le vieillissement des êtres vivants dans une large zone, le seul moyen d'échapper a ce terrifiant pouvoir est de rafraîchir son corps, les femmes vieillissent moins vite que les hommes car elles sont naturellement plus fraîches. Il est tué par Bucciarati.
Melone (メローネ, Merōne)
Stand : Baby Face (ベイビィ・フェイス, Beibī Feisu)
Voix japonaise : Junji Majima, voix française : Jean-Marco Montalto
Un membre de la Squadra Esecuzioni qui semble expert dans la traque. Son Stand est un ordinateur qui peut, grâce à de l'ADN humain, créer un être artificiel qui apprend comme un humain et de changer les êtres vivants en objets. Melone est tué par un serpent créé par Giorno à partir de l'être artificiel.
Ghiaccio (ギアッチョ, Giatcho)
Stand : White Album (ホワイト・アルバム, Howaito Arubamu)
Voix japonaise : Nobuhiko Okamoto, voix française : Alan Aubert
Risotto Nero (リゾット・ネエロ, Rizotto Neero)
Stand : Metallica (メタリカ, Metarika)
Voix japonaise : Shinshuu Fuji, voix française : Jérôme Keen
Leader de la Squadra Esecuzioni (équipe d’exécution), il travaillait autrefois pour la Passione mais décida avec son groupe de trahir le gang. Il veut capturer Trish afin de découvrir l'identité du boss de la Passione. Son Stand est Metallica, composé de plusieurs Stands microscopiques qui manipulent le métal, l'utilisateur peut s'en servir pour devenir plus solide, devenir invisible ou pour faire apparaître des lames de rasoir dans le corps de l'adversaire. Il tenta de tuer Doppio mais se fit tuer par Narancia.

#### Équipe de Diavolo
Squalo (スクアーロ, Sukuāro)
Stand : Clash (クラッシュ, Kurasshu)
Voix japonaise : Tomoaki Maeno
Faisant équipe avec Tizziano, il est chargé par Diavolo de tuer le groupe de Bucciarati. Son Stand est un petit requin pouvant se téléporter dans n'importe quel liquide.
Tizziano (ティッツァーノ, Tittsāno)
Stand : Talking Head (トーキング・ヘッド, Tōkingu Heddo)
Voix japonaise : Kenjiro Tsuda, voix française : Guillaume Desmarchelier
Faisant équipe avec Squalo, il est chargé par Diavolo de tuer le groupe de Bucciarati. Son Stand est un petit être se plaçant sous la langue de l'adversaire et le forçant à dire le contraire de ce qu'il pense.
Carne (カルネ, Karune)
Stand : Notorious B.I.G. (ノトーリアス・B・I・G, Notōriasu Bī Ai Jī)
Voix japonaise : Daisuke Sakaguchi
Envoyé par Diavolo pour tuer le groupe de Bucciarati, il est abattu rapidement par Guido Mista. Cependant, sa mort était planifiée puisque son Stand s'active à sa mort. Notorious B.I.G. est un stand automatique et invincible pouvant infecter la matière.
Cioccolata (チョコラータ, Chokorāta)
Stand : Green Day (グリーン・ディ, Gurīn Dei)
Voix japonaise : Atsushi Miyauchi, voix française : Fabrice Lelyon
Véritable sadique, Cioccolata est un ancien médecin ayant torturé ses patients. Même Diavolo, qui est lui-même assez cruel, le déteste et fait appel à lui à contre-cœur. Son Stand crée de la moisissure qui fait pourrir tout être vivant qui descend en altitude.
Secco (セッコ, Sekko)
Stand : Oasis (オアシス, Oashisu)
Voix japonaise : KENN, voix française : Cédric Lemaire
Ancien patient de Cioccolata, il fait équipe avec ce dernier, apparaissant comme son fidèle serviteur limité intellectuellement avant de le renier à sa mort. Son Stand, qu'il porte comme une combinaison, lui permet de ramollir la terre et forme un duo quasi-invincible avec Green Day.

#### Leaders de la Passione
Diavolo (ディアボロ, Diaboro) / Vinegar Doppio (ヴィネガー・ドッピオ, Vinegā Doppio)
Stand : King Crimson (キング・クリムゾン, Kingu Kurimuzon)
Voix japonaise : Katsuyuki Konishi, voix française : Laurent Blanpain
Le boss de la Passione, très peu de gens l'ont déjà vu en personne et encore moins en ont survécu. Atteint de dédoublement de la personnalité, l'une des personnalités (Diavolo) est un psychopathe qui dirige toute la Passione en secret tandis que l'autre (Doppio) est un benêt qui sert de larbin au boss ; Doppio croit communiquer avec Diavolo par téléphone. Son Stand est King Crimson, pouvant supprimer les conséquences des actions des autres durant 10 secondes et visualiser leurs actes durant ce laps de temps ; Doppio le maîtrise moins bien que Diavolo, n'utilisant que la partie prémonitoire du Stand. C'est l'antagoniste principal de l'histoire.
Polpo (ポルポ, Porupo)
Stand : Black Sabbath (ブラック・サバス, Burakku Sabasu)
Voix japonaise : Hideo Ishikawa, voix française : Patrick Pellegrin
Un homme ridiculement grand chargé de recruter des nouveaux membres, dont Giorno. Il vit en prison mais peut s'échapper quand il veut. Son Stand est Black Sabbath, qui attaque l'âme de ses victimes et se déplace dans l'ombre, avec l'aide d'une Flèche. Il est tué d'une balle de revolver que Giorno avait transformé temporairement en banane pour venger le nettoyeur de son collège tué par Black Sabbath.
Nunzio Pericolo (ヌンツィオ・ペリーコロ, Nuntsio Perīkoro)
Voix japonaise : Shinpachi Tsuji, voix française : Philippe Roullier
Un lieutenant de Passione qui confie au groupe de Buccellati la mission de protéger la fille du Boss. Traqué par les traîtres, il se suicide après avoir laissé un dernier message à ses alliés.

#### Autres membres de la Passione
Luca larme à l'œil (涙目のルカ, Namidame no Ruka)
Voix japonaise : Daiki Hamano, voix française : Emmanuel Karsen
Simple racketteur pour le compte de la mafia qui ne possède pas de stand. Il finit le crâne enfoncé par sa propre pelle sur laquelle est gravé "SPQR".
Mario Zucchero (マリオ・ズッケェロ, Mario Zukkero)
Stand : Soft Machine (ソフト・マシーン, Sofuto Mashīn)
Sale (サーレー, Sārē)
Stand : Kraft Work (クラフト・ワーク, Kurafuto Wāku)
Voix japonaise : Kaito Ishikawa, voix française : Jérémy Zylberberg

### Autres personnages
Coco Jumbo (ココ・ジャンボ, Koko Janbo)
Stand : Mr. President (ミスター・プレジデント, Misutā Purejidento)
Voix japonaise : Fuminori Komatsu
Coco Jumbo est une tortue offerte par le boss à l'équipe de Bucciarati. C'est l'un des rares animaux utilisateurs de Stand, le sien se nomme Mr. President, c'est une salle miniature dans une clé sur sa carapace qui lui permet de stocker des humains et des objets ; le gang peut ainsi se déplacer confortablement en toute discrétion ; le Stand est également assez puissant pour contenir les fantômes.
Jean Pierre Polnareff (ジャン＝ピエール・ポルナレフ, Jan Piēru Porunarefu)
Stand : Silver Chariot (銀の戦車（シルバーチャリオッツ）, Shirubā Chariottsu) → Silver Chariot Requiem (チャリオッツ・レクイエム, Chariottsu Rekuiemu)
Voix japonaise : Fuminori Komatsu, voix française : Cyrille Monge
L'un des protagonistes de "Stardust Crusaders". Il est en possession d'une des 6 Flèches pouvant réveiller les Stands. Il fut grièvement blessé durant son combat contre Diavolo. Il tente de rencontrer Bucciarati pour lui apprendre comment battre le boss. Son Stand est Silver Chariot mais il évolue en Chariot Requiem après avoir été transpercé par la Flèche, Stand automatique qui n'a pas besoin d’utilisateur, sa vitesse est très diminuée mais il gagna un contrôle sur les âmes et une apparente invincibilité. L'âme de Polnareff est transférée dans le corps de Coco Jumbo.
Koichi Hirose (広瀬 康一, Hirose Kōichi)
Stand : Echoes (エコーズ Ekōzu)
Voix japonaise : Yuki kaji, voix française : Pablo Cherrey
L'un des protagonistes de la saga "Diamond is Unbreakable". Il est envoyé en Italie par Jotaro afin de se renseigner sur Giorno. Il affronte Giorno dès leur première rencontre et s'alliera à ce dernier pour combattre Black Sabbath. Koichi ne fait d'abord pas confiance à Giorno, mais finit par rentrer au Japon en assurant que Giorno n'est pas comme son père.
Scolippi (スコリッピ, Sukorippi)
Stand : Rolling Stone(s) (ローリング・ストーン（ズ）, Rōringu Sutōn(zu))
Voix japonaise : Kenji Nojima, voix française : Donald Reignoux
Un simple tailleur de pierre accusé de meurtre à cause de son Stand Rolling Stone : c'est une pierre ronde qui prend la forme d'une personne qui va mourir prochainement dans d'atroces souffrances ; la pierre "propose" à la personne une mort immédiate plus clémente. Mista empêche la pierre de pousser Bucciarati au suicide.
Jotaro Kujo (空条 承太郎, Kūjō Jōtarō)
Stand : Star Platinum The World (スタープラチナ　ザ・ワールド Sutā Purachina Za Wārudo)
Voix japonaise : Daisuke Ono, voix française : Bertrand Nadler
Protagoniste principal de la saga "Stardust Crusaders". Il envoie Koichi en Italie pour retrouver Giorno, qu'il soupçonne d'être une menace comme Dio.

## Liste des chapitres
| no | Japonais          | Japonais          | Français          | Français          |
| no | Date de sortie    | ISBN              | Date de sortie    | ISBN              |
| --- | ----------------- | ----------------- | ----------------- | ----------------- |
| 1 (47) | 10 mai 1996       | 978-4-08-851897-8 | 25 avril 2007     | 978-2-84580-788-4 |
| Gold Experience Couverture (de gauche à droite) : Star Platinum The World, Jotaro Kujo, Josuke Higashikata, Gold Experience, Giorno Giovanna, Crazy Diamond Dos : Giorno GiovannaListe des chapitres : - Ch. 1–3 : Gold Experience (①–③) - Ch. 4–6 : Voici venir Bucciarati (①–③) |                   |                   |                   |                   |
| 2 (48) | 4 juillet 1996    | 978-4-08-851898-5 | 22 août 2007      | 978-2-84580-789-1 |
| Rêve de Gangstar Couverture (de gauche à droite) : Prison de Neapolis, Giorno Giovanna Dos : Prison de NeapolisListe des chapitres : - Ch. 7–8 : Voici venir Bucciarati (④–⑤) - Ch. 9–10 : Le gangster en cage (①–②) - Ch. 11–15 : Initiation (①–⑤) |                   |                   |                   |                   |
| 3 (49) | 4 septembre 1996  | 978-4-08-851899-2 | 24 octobre 2007   | 978-2-84580-909-3 |
| La fortune de Polpo Couverture (de gauche à droite) : Leone Abbacchio, Narancia Ghirga, Giorno Giovanna, Bruno Bucciarati, Pannacotta Fugo, Guido Mista Dos : Giorno GiovannaListe des chapitres : - Ch. 16 : Initiation (⑥) - Ch. 17 : 5 plus 1 - Ch. 18 : La fortune de Polpo - Ch. 19–20 : L'énigme de Soft Machine (①–②) - Ch. 21–22 : Moody Blues contre-attaque (①–②) - Ch. 23–24 : Les Sex Pistols entrent en scène (①–②) |                   |                   |                   |                   |
| 4 (50) | 1er novembre 1996 | 978-4-08-851119-1 | 12 décembre 2007  | 978-2-84580-910-9 |
| Le premier ordre du Boss Couverture (de gauche à droite) : Guido Mista, Giorno Giovanna Dos : Guido MistaListe des chapitres : - Ch. 25–28 : Les Sex Pistols entrent en scène (③–⑥) - Ch. 29 : La cachette des 12 milliards - Ch. 30 : Le premier ordre du Boss - Ch. 31–33 : L'Aerosmith de Narancia (①–③) |                   |                   |                   |                   |
| 5 (51) | 4 février 1997    | 978-4-08-851120-7 | 6 février 2008    | 978-2-84580-911-6 |
| Le deuxième ordre du Boss Couverture (de gauche à droite) : Aerosmith, Narancia Ghirga Dos : Narancia Ghirga, Pannacotta FugoListe des chapitres : - Ch. 34–38 : L'Aerosmith de Narancia (④–⑧) - Ch. 39 : Le deuxième ordre du Boss - Ch. 40–42 : Man in the Mirror et Purple Haze (①–③) |                   |                   |                   |                   |
| 6 (52) | 4 avril 1997      | 978-4-08-872039-5 | 4 juin 2008       | 978-2-84580-912-3 |
| L'express pour Firenze Couverture (de gauche à droite) : Purple Haze, Pannacotta Fugo, Leone Abbacchio, Moody Blues Dos : Leone AbbacchioListe des chapitres : - Ch. 43–46 : Man in the Mirror et Purple Haze (④–⑦) - Ch. 47–48 : L'express pour Firenze (①–②) - Ch. 49–51 : The Grateful Dead (①–③) |                   |                   |                   |                   |
| 7 (53) | 4 juin 1997       | 978-4-08-872040-1 | 20 août 2008      | 978-2-84580-913-0 |
| The Grateful Dead Couverture (de gauche à droite) : Trish Una, Bruno Bucciarati Dos : Trish UnaListe des chapitres : - Ch. 52–60 : The Grateful Dead (④–⑫) |                   |                   |                   |                   |
| 8 (54) | 4 septembre 1997  | 978-4-08-872174-3 | 8 octobre 2008    | 978-2-84580-914-7 |
| La contre-attaque de Gold Experience Couverture : Giorno Giovanna Dos : Bruno BucciaratiListe des chapitres : - Ch. 61–67 : Baby Face (①–⑦) - Ch. 68 : Direction Venezia ! - Ch. 69 : Venezia, gare de Santa Lucia : Récupérer le disque d'accès ! |                   |                   |                   |                   |
| 9 (55) | 4 novembre 1997   | 978-4-08-872175-0 | 3 décembre 2008   | 978-2-84580-915-4 |
| Opération débarquement à Venezia Couverture : Giorno Giovanna Dos : Gold Experience (Stand)Liste des chapitres : - Ch. 70–76 : White Album (①–⑦) - Ch. 77 : Les ultimes instructions du Boss - Ch. 78 : L'enfance de Bruno Bucciarati |                   |                   |                   |                   |
| 10 (56) | 9 janvier 1998    | 978-4-08-872501-7 | 4 février 2009    | 978-2-7595-0129-8 |
| G of "Guts" Couverture (de gauche à droite) : King Crimson, Guido Mista, Pannacotta Fugo, Bruno Bucciarati, Leone Abbacchio, Trish Una, Narancia Ghirga, Giorno Giovanna Dos : Moody Blues (Stand), Sticky Fingers (Stand)Liste des chapitres : - Ch. 79–84 : Le mystère de King Crimson (①–⑥) - Ch. 85 : G of "Guts" - Ch. 86–87 : Clash et Talking Heads (①–②)                                                                 |                   |                   |                   |                   |
| 11 (57) | 4 mars 1998       | 978-4-08-872526-0 | 8 avril 2009      | 978-2-7595-0130-4 |
| Sans code aérien ! Dévoile le passé du Boss Couverture (de gauche à droite) : Giorno Giovanna, Narancia Ghirga, Guido Mista, Trish Una, Spice Girl, Leone Abbacchio, Bruno Bucciarati Dos : Aerosmith (Stand)Liste des chapitres : - Ch. 88–92 : Clash et Talking Heads (③–⑦) - Ch. 93 : Sans code aérien : en route vers Sardegna - Ch. 94–96 : Notorious B.I.G (①–③)                                                           |                   |                   |                   |                   |
| 12 (58) | 4 juin 1998       | 978-4-08-872562-8 | 3 juin 2009       | 978-2-7595-0131-1 |
| Mon nom est Doppio Couverture (de gauche à droite) : King Crimson, Vinegar Doppio Dos : Sex Pistols (Stand)Liste des chapitres : - Ch. 97–99 : Notorious B.I.G (④–⑥) - Ch. 100–101 : Spice Girl (①–②) - Ch. 102 : Avis de tempête à Sardegna ! - Ch. 103–104 : Mon nom est Doppio (①–②) - Ch. 105 : King Crimson contre Metallica (①)                                                                                            |                   |                   |                   |                   |
| 13 (59) | 4 août 1998       | 978-4-08-872588-8 | 19 août 2009      | 978-2-7595-0132-8 |
| Le ciel est sur le point de s'effondrer ! Couverture (de gauche à droite) : Gold Experience, Giorno Giovanna Dos : Spice Girl (Stand)Liste des chapitres : - Ch. 106–110 : King Crimson contre Metallica (②–⑥) - Ch. 111 : Le ciel est sur le point de s'effondrer ! - Ch. 112–113 : Allô ! Nous sommes en ligne (①–②) - Ch. 114 : Destination : le Colisée !                                                                    |                   |                   |                   |                   |
| 14 (60) | 2 octobre 1998    | 978-4-08-872613-7 | 23 septembre 2009 | 978-2-7595-0133-5 |
| Trouvons l'homme du Colisée ! Couverture (de gauche à droite) : Giorno Giovanna, Bruno Bucciarati Dos : King Crimson (Stand)Liste des chapitres : - Ch. 115–123 : Green Day et Oasis (①–⑨) |                   |                   |                   |                   |
| 15 (61) | 8 janvier 1999    | 978-4-08-872652-6 | 7 octobre 2009    | 978-2-7595-0134-2 |
| Son nom est Diavolo Couverture (de gauche à droite) : Giorno Giovanna, King Crimson Dos : Vinegar Doppio, DiavoloListe des chapitres : - Ch. 124–128 : Green Day et Oasis (⑩–⑭) - Ch. 129 : Son nom est Diavolo (①) - Ch. 130 : Une petite histoire du passé - Ch. 131 : Son nom est Diavolo (②) - Ch. 132 : Au-delà du pouvoir de la flèche                                                                                     |                   |                   |                   |                   |
| 16 (62) | 4 mars 1999       | 978-4-08-872680-9 | 18 novembre 2009  | 978-2-7595-0135-9 |
| Requiem résonne en silence Couverture : Giorno Giovanna Dos : Requiem (Stand)Liste des chapitres : - Ch. 133–140 : Requiem résonne en silence (①–⑧) - Ch. 141–143 : Réapparition de Diavolo ! (①–③) |                   |                   |                   |                   |
| 17 (63) | 30 avril 1999     | 978-4-08-872709-7 | 2 décembre 2009   | 978-2-7595-0136-6 |
| Les esclaves endormis Couverture (de gauche à droite) : Bruno Bucciarati, Narancia Ghirga, Leone Abbacchio, Giorno Giovanna, Coco Jumbo, Trish Una, Guido Mista Dos : La flècheListe des chapitres : - Ch. 144–145 : Réapparition de Diavolo ! (④–⑤) - Ch. 146 : Le roi parmi les rois - Ch. 147–150 : Gold Experience Requiem (①–④) - Ch. 151–155 : Épilogue - Les esclaves endormis (①–⑤)                                      |                   |                   |                   |                   |

## Anime
Une adaptation en anime est annoncée en juin 2018. La série est réalisée au sein du studio David Production par Yasuhiro Kimura et Hideya Takahashi, sur un scénario de Yasuko Kobayashi et des compositions de Yugo Kanno. Le premier épisode est diffusé en avant-première à Japan Expo le 5 juillet 2018, et la série est diffusée sur Crunchyroll et Anime Digital Network du 5 octobre 2018 au 28 juillet 2019.

### Shueisha BOOKS
1. 1 2  Tome 1
2. 1 2  Tome 2
3. 1 2  Tome 3
4. 1 2  Tome 4
5. 1 2  Tome 5
6. 1 2  Tome 6
7. 1 2  Tome 7
8. 1 2  Tome 8
9. 1 2  Tome 9
10. 1 2  Tome 10
11. 1 2  Tome 11
12. 1 2  Tome 12
13. 1 2  Tome 13
14. 1 2  Tome 14
15. 1 2  Tome 15
16. 1 2  Tome 16
17. 1 2  Tome 17

### Éditions Tonkam
1. 1 2  Tome 1
2. 1 2  Tome 2
3. 1 2  Tome 3
4. 1 2  Tome 4
5. 1 2  Tome 5
6. 1 2  Tome 6
7. 1 2  Tome 7
8. 1 2  Tome 8
9. 1 2  Tome 9
10. 1 2  Tome 10
11. 1 2  Tome 11
12. 1 2  Tome 12
13. 1 2  Tome 13
14. 1 2  Tome 14
15. 1 2  Tome 15
16. 1 2  Tome 16
17. 1 2  Tome 17